# هوديا
هوديا، (بالإنجليزية: Hoodia)‏ أحد أنواع نباتات الصبار في صحراء كالاهاري في جنوب القارة الأفريقية وهو نبات غير ورقي مغطى بالأشواك.